# Johann Baptist Bergmüller

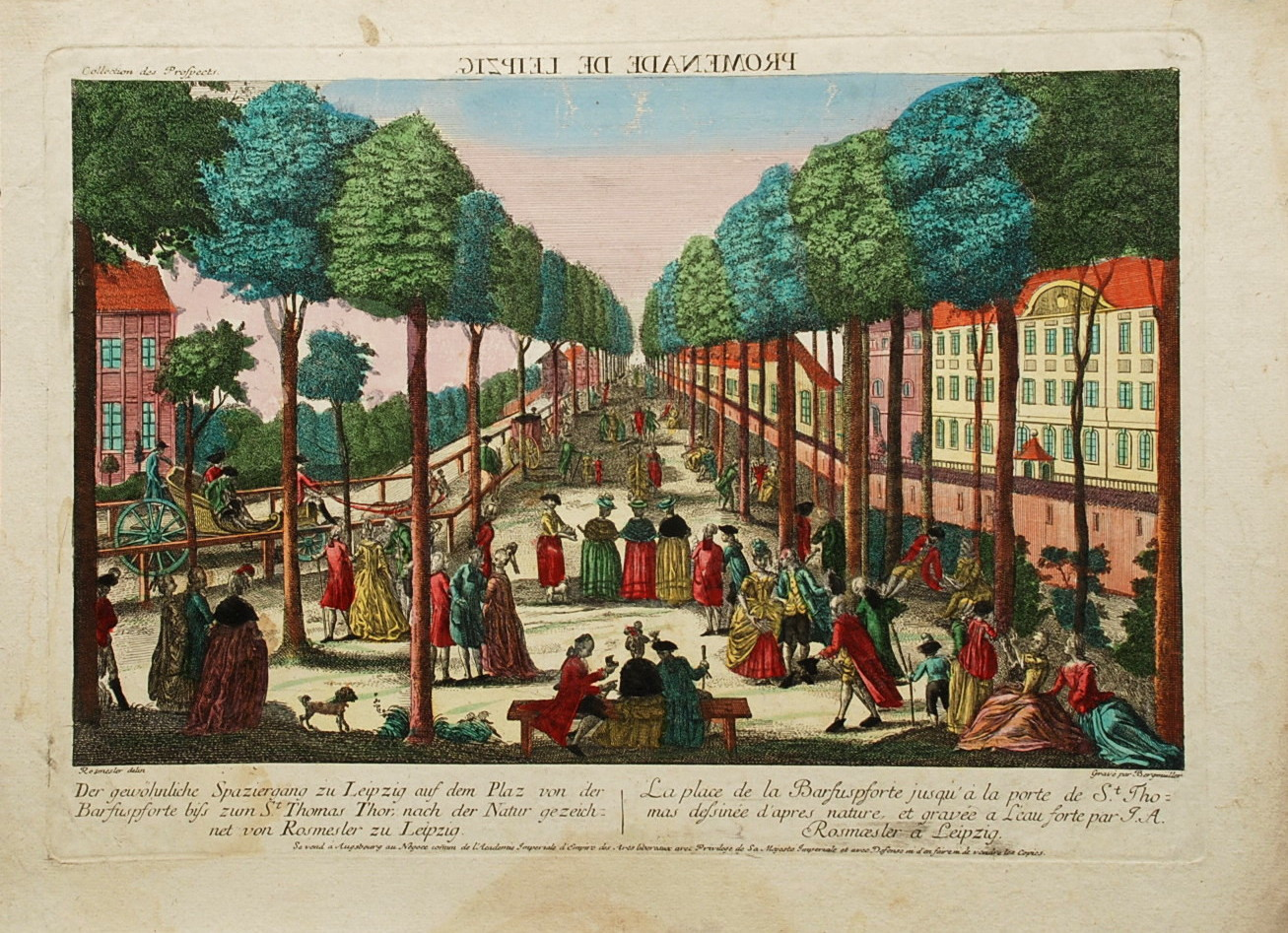
Promenade in Leipzig – Stich von Bergmüller

Johann Baptist Bergmüller (* 1724 in Augsburg; † 1785 ebenda) war Maler, Kupferstecher, Graphiker, Stecher, Kunsthändler und Verleger. 
Gelernt hatte Johann Baptist Bergmüller bei seinem Vater Johann Georg Bergmüller, in dessen Werkstatt er nach seiner Lehre mitarbeitete. Er wohnte zeitlebens in Augsburg. Keine seiner zahlreichen Malereien an den Augsburger Patrizierhäusern ist erhalten, allerdings lassen sich diese anhand von Dokumenten belegen. Nach 1767/1768 war er vermutlich nur noch als Verleger zahlreicher Kupferstichvorlagen und als Kunsthändler tätig. Seine Fresken waren eindeutig unter dem Einfluss seines Vaters entstanden.

## Werke
- St. Vitus in Balzhausen, Chor- und Langhausdeckenfresken sowie die Fresken am Chorbogen und der Empore 1768

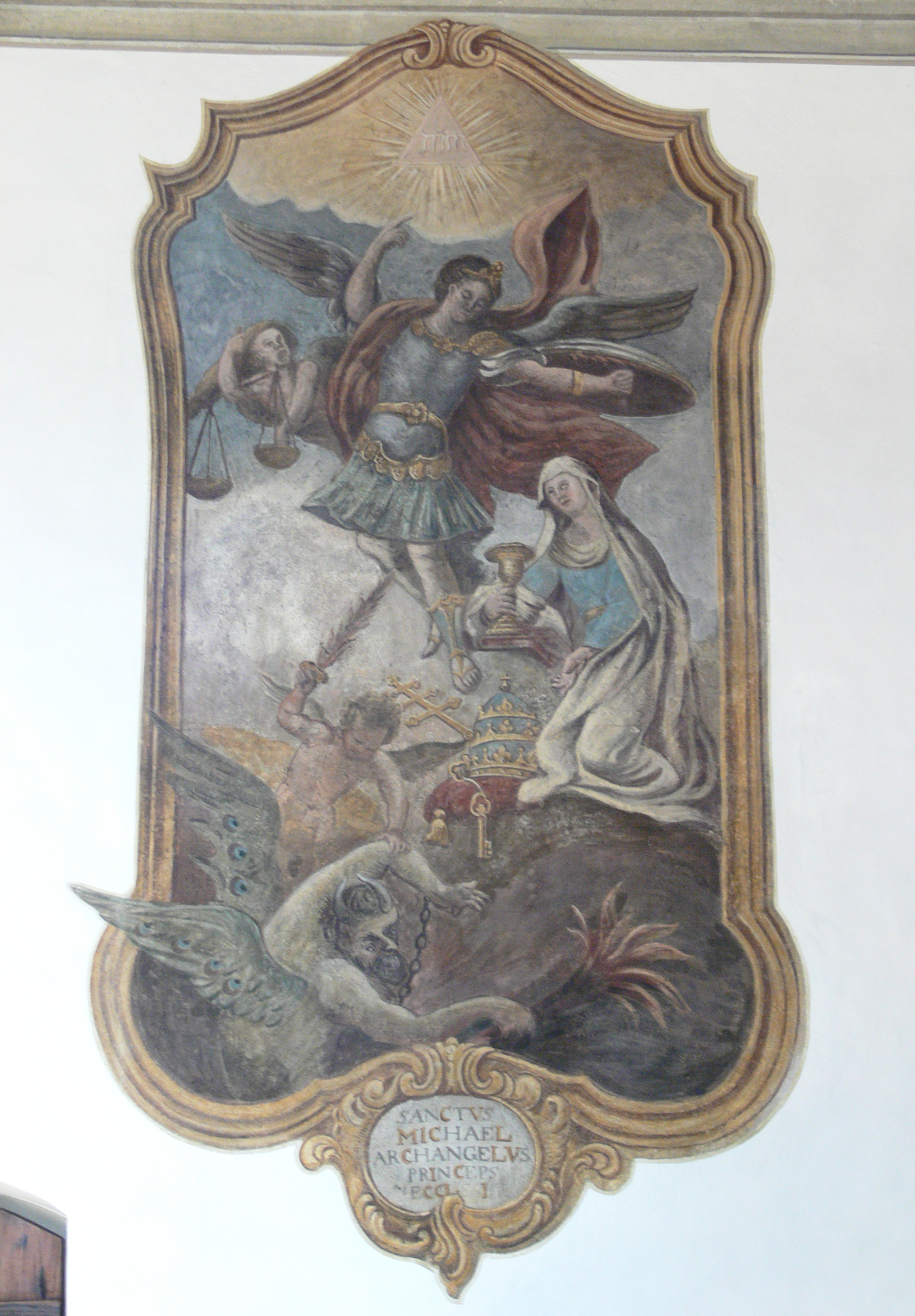
Wandgemälde mit dem Hl. Michael in Horgenzell

- St. Ursula in Horgenzell, Decken- und Wandfresken 1763
- Zur heiligsten Dreifaltigkeit in Landsberg am Lech, Chor-, Gewölbe-, Seitenwand- und Außenwandfresken 1765/66
- Salzburg, Salzburg Museum, ehemals Carolino Augusteum (SMCA): Christus am Ölberg, Federskizze, grün laviert, 1760 und Heiliger Bernardus mit großem Kreuz und ein bärtiger Heiliger über einer Wolke kniend, Sepia